# 1415
- Wikisource

| Calendário gregoriano                                                        | 1415 MCDXV                                             |
| Ab urbe condita                                                              | 2168                                                   |
| Calendário arménio                                                           | 864 – 865                                              |
| Calendário bahá'í                                                            | -429 – -428                                            |
| Calendário budista                                                           | 1959                                                   |
| Calendário chinês                                                            | 4111 – 4112 Início a 10 de fevereiro (aproximadamente) |
| Calendário copta                                                             | 1131 – 1132                                            |
| Calendário etíope                                                            | 1407 – 1408                                            |
| Calendários hindus - Vikram Samvat - Calendário nacional indiano - Cáli Iuga | 1470 – 1471 1336 – 1337 4515 – 4516                    |
| Calendário Holoceno                                                          | 11415                                                  |
| Calendário islâmico                                                          | 818 – 819                                              |
| Calendário judaico                                                           | 5175 – 5176                                            |
| Calendário persa                                                             | 793 – 794                                              |
| Calendário rúnico                                                            | 1665                                                   |
| Calendário solar tailandês                                                   | 1958                                                   |

1415 (MCDXV, na numeração romana) foi um ano comum do século XV do Calendário Juliano, da Era de Cristo, e a sua letra dominical foi F (52 semanas), teve início a uma terça-feira e terminou também a uma terça-feira.
| Ano completo                       |
| ---------------------------------- |
| Ano comum com início à terça-feira |

## Eventos
- 22 de Agosto - Tropas portuguesas comandadas pelo rei João I de Portugal conquistam Ceuta, por iniciativa de D. Henrique, dando início ao ciclo dos Descobrimentos portugueses, que procuravam incorporar terras e mercados às actividades da monarquia que iniciava o mercantilismo.
- É criado o Império Português
- 25 de Outubro - Batalha de Agincourt.
- Portugal cria a Escola de Sagres.
- A morte de Carlos VI da França e de Henrique V da Inglaterra fizeram com que o trono francês ficasse sob a regência da irmã de Carlos VI. Os camponeses da França se mostraram insatisfeitos com a dominação estrangeira promovida pela Inglaterra.

## Nascimentos
- 10 de março - Basílio II de Moscou (m. 1462).
- 3 de maio - Cecília Neville, mãe dos reis de Inglaterra: Eduardo IV e Ricardo III (m. 1495).
- 21 de setembro - Frederico III, Sacro Imperador Romano-Germânico (m. 1493).

## Mortes
- 6 de Julho - Jan Hus, teólogo, queimado vivo (n. 1369).
- 19 de Julho - Filipa de Lencastre, rainha consorte de D. João I de Portugal, (de peste negra) (n. 1359).
- 25 de Outubro - Antônio de Brabante, Duque de Brabante (n. 1384).